# 戸田村 (愛知県)
戸田村（とだむら）は、かつて愛知県海東郡にあった村。
現在の名古屋市中川区戸田・春田（旧・富田町の一部）に該当する。

## 歴史
- 1889年（明治22年）10月1日 - 戸田村、春田村が合併し、戸田村が発足。
- 1906年（明治39年）7月1日 - 万須田村、赤星村、豊治村と合併し、富田村が発足。同日戸田村は廃止。
- 1913年（大正2年）4月1日 - 海東郡と海西郡の区域をもって海部郡を設置。住居表示が海東郡富田村から海部郡富田村に変わる。
- 1944年（昭和19年）2月11日 - 富田村が町制を施行。海部郡富田町発足。
- 1955年（昭和30年）10月1日 - 富田町が名古屋市に編入合併され中川区の一部となる。